# Marcas de conteo
Las marcas de conteo son sistemas de numeración unarios. Son una forma de numeración empleada para contar. Su mayor utilidad es al realizar cuentas o cómputos de resultados en curso, tales como el puntaje en un juego o deporte, pues no hay resultados intermedios que deban eliminarse o descartarse. Sin embargo, debido a la longitud de los grandes números, las marcas de conteo no son empleadas comúnmente para texto estático. Los palos tallados, conocidos también como palos de cómputo, fueron empleados, históricamente, para este propósito.

## Agrupación
Las marcas de conteo se agrupan, típicamente, de a cinco para ser legibles. Un grupo de 5 elementos tiene las ventajas de (a) conversión fácil a decimales para operaciones aritméticas superiores y (b) evitar errores, pues los humanos pueden identificar correctamente y con mayor facilidad un grupo de 5 elementos que un grupo de 10.

Marcas de conteo empleadas en Francia, Sudamérica (Argentina, Brasil, Chile, Venezuela y Uruguay, entre otros) y las naciones africanas francófonas. En los países de habla hispana, estas marcas se usan comúnmente para registrar puntajes en juegos de naipes, como el Truco.
Marcas de conteo empleadas en la mayoría de Europa, Turquía, Zimbabue, Australia, Nueva Zelanda y Norteamérica. En algunas variantes, la marca diagonal/horizontal es usada de manera independiente cuando cinco o más unidades son sumadas de una vez.
Las culturas que emplean los caracteres chinos cuentan al formar el carácter 正, que consta de cinco trazos.[1]
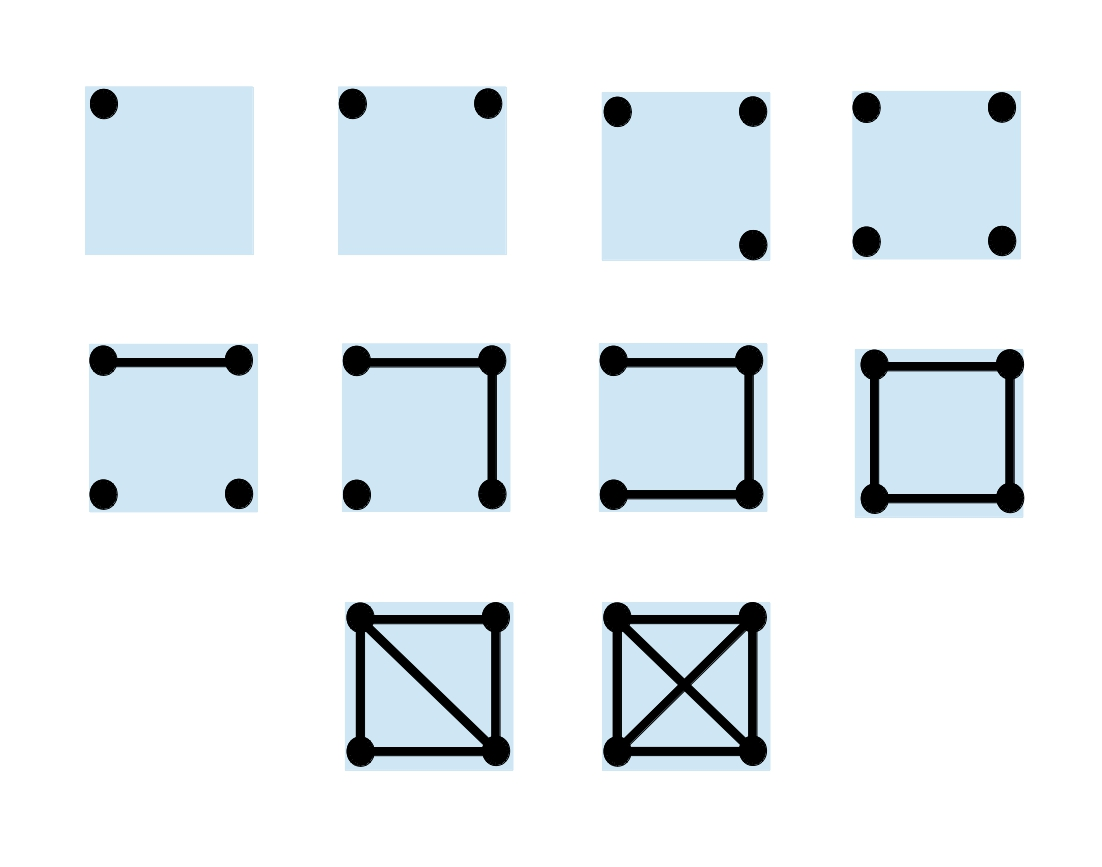
En el conteo de punto y línea (o punto-guion), los puntos representan las unidades de 1 a 4, las líneas representan las unidades de 5 a 8 y las líneas diagonales representan las unidades 9 y 10. Este método se emplea comúnmente en la silvicultura y áreas relacionadas.